# Cases al passeig de la Fosca (Palamós)
Les Cases al passeig de la Fosca és una obra de Palamós (Baix Empordà) inclosa a l'Inventari del Patrimoni Arquitectònic de Catalunya.

## Descripció
Són tres cases, dues d'elles bessones, fetes en una mateixa època i un mateix estil. Són cases d'estiueig projectades seguint el model de l'arquitectura popular però formulades amb un nou llenguatge. Els materials, pedra, fusta, teula àrab, arrebossat, etc., són tradicionals però no ho és la concepció. Les dues cases bessones tenen a un primer nivell el garatge i als extrems dues portes que menen a la porxada de clares referències eivissenques. La casa és d'una sola planta i al darrere sobre un petit jardí. L'altre construcció és més complexa i té més terreny però manté la porxada del mateix tipus.

## Història
Les cases van ser fetes l'any 1946 i més tard (1965) l'arquitecte Lluís Nadal i Oller en construí una altra que segueix la tipologia (nº3) que malauradament no s'ha continuat al llarg de la façana de mar.